# HD 16467
HD 16467，又名BD+02 406，SAO 110655、HR 775，是一颗恒星，视星等为6.21，位于銀經167.32，銀緯-49.96，其B1900.0坐标为赤經2h 33m 24.5s，赤緯+3° -49.96′ 37″。